# Испански ребрест тритон
Испанският ребрест тритон (Pleurodeles waltl) е вид земноводно от семейство Саламандрови (Salamandridae). Характерно за вида, откъдето идва и името му, е наличието на туберкули по двете му страни, през които могат да се подават острите му ребра. Те служат за защита, като подаването им е безвредно за самото животно.

## Разпространение и местообитание
Видът е разпространен в южните части на Пиренейския полуостров и северните части на Мароко.
Испанският ребрест тритон прекарва много повече време във водата от останалите европейски опашати земноводни. Макар че могат да ходят по сушата, повечето животни рядко напускат водата. Обикновено обитават малки езера, резервоари и стари селски кладенци. Предпочитат хладни, тихи и дълбоки водоеми, където се хранят с насекоми, червеи и попови лъжички.

## Описание
В естествени условия испанският ребрест тритон достига дължина 30 cm, но при отглеждане в аквариум рядко надхвърля 20 cm. Цветът му е тъмносив по гърба, по-светъл по корема, с ръждиво оцветеневи петна на месата, където могат да се подават ребрата. Главата е сплескана, а опашката заема около половината от дължината на тялото. Мъжките са по-слаби и обикновено по-дребни от женските. Ларвите имат големи външни хриле и обикновено са по-светли от възрастните.